# Marero
Marero es el término usado en las comunidades huilliches del sur de Chile para referirse a la persona que viajaba desde el interior hasta el Océano Pacífico para recolectar los mariscos, peces y algas como el cochayuyo o coyofe.

## Descripción
Antes de realizar la recolecta, el marero huilliche debía realizar una ceremonia en un huachihue (lugares de rogativa), que habrían sido dejados varios de ellos por el abuelito Huenteao. En ellos se curvaba en sus dos extremos y se dejaba plantada una vara de latúe (planta mágica); para tener un buen trayecto y recolección en estos territorios de las grandes tierra del sur, denominadas desde la antigüedad como Fütahuillimapu.
El viaje se realizaba en la montaña sin hacer el menor ruido, pues el silencio era el lenguaje de los espíritus que poblaban los bosques; y de esta forma el sacrificio de la palabra formaba parte del ritual. Así, los viajes al mar, junto con ser un desplazamiento físico en un lugar y tiempo determinado, se constituían también en un viaje metafísico, transformándose en una posibilidad real de integración entre el mundo cotidiano y el simbólico retorno hacia el fundamento de su ser espiritual huilliche.
Muchas veces se juntaban varios mareros para realizar el viaje al mar, y comúnmente cada uno debía plantar una vara de latúe. Los lugares de procedencia de los mareros, no estaban limitados a los sectores de la Cordillera de la Costa, sino que también los puntos de partida se extendían a distintos sitios del valle central; incluso, según algunos testimonios, algunos mareros procedían de lugares en la Cordillera de los Andes, fronterizos con el sector argentino.
La línea costera donde frecuentemente se mariscaba, era desde norte a sur: Llescaihue, Caleta Manzano, Choroy, Traiguén, Pucatrihue y en tiempos remotos alcanzaban hasta la bahía de Bahía Mansa y la playa de Maicolpue. En estos lugares, las familias instalaban sus tolderías y en redes de ayuda mutua, y realizaban su proceso de recolección. Una vez terminada su labor, agradecían al abuelito Huenteao; y pedían en silencio una buena protección para el camino de regreso a su tiempo cotidiano.

## Ejemplos
En los "huachihues" de "Carrico" y "Prensa Luma", ubicados en lugares sagrados de la cordillera; el marero depositaba una ofrenda de harina tostada, junto con la oración: "Agüelito Huenteao Amutuam Pucatra, danos buen tiempo, buen camino, buena faena". En ese momento se ritualizaba el viaje: El marero, de ser "un viajero", se transformaba en un "peregrino creyente".